# Passer flaveolus
El gorrión liso o gorrión de Pegu (Passer flaveolus) es una especie de ave paseriforme de la familia Passeridae nativa de Indochina.

## Descripción

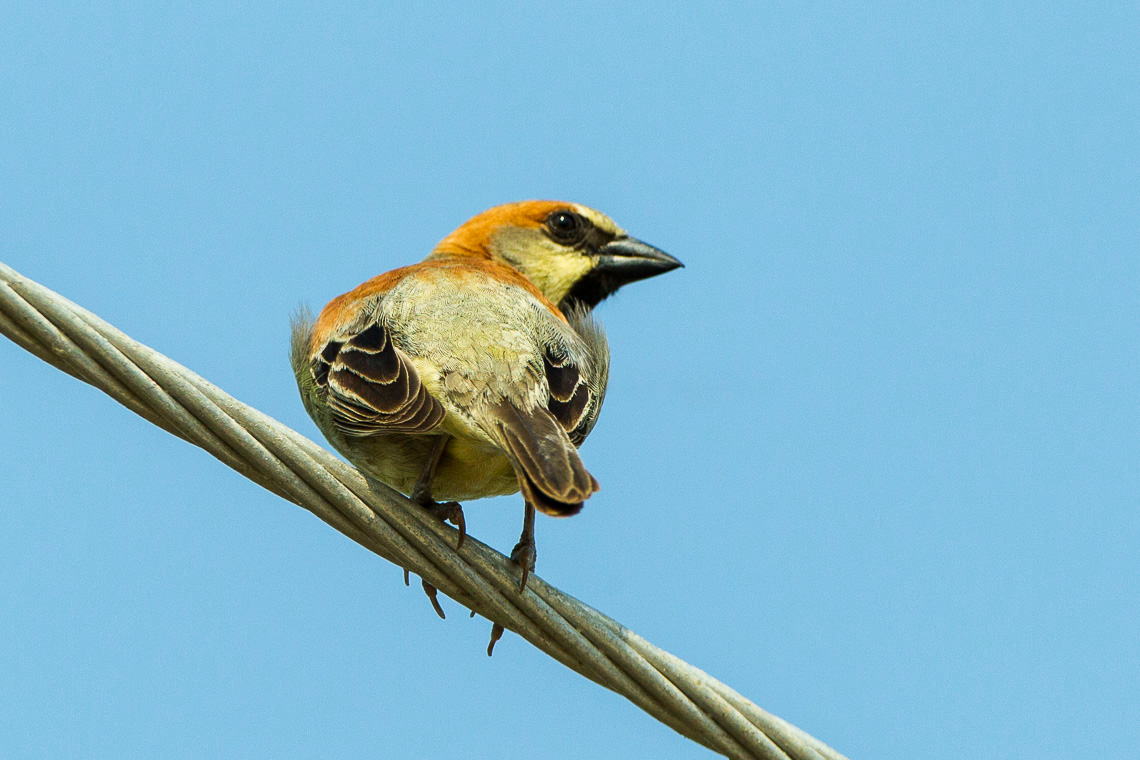

Mide unos 14 centímetros de longitud. Las aves adultas tienen el plumaje de color marrón y marrón oscuro en la parte superior y amarillento en la parte inferior. Los machos tienen un parche negro bajo la garganta y una raya ocular del mismo color, la parte superior de la cabeza es de color gris parduzco. El pico es de color gris brillante y las patas son de color negro.

## Distribución
Se distribuye por Camboya, Laos, Malasia peninsular, Myanmar, Tailandia y Vietnam.

## Comportamiento y reproducción
Son aves sinantrópicas, se pueden encontrar en jardines y plantaciones. Se alimentan principalmente de semillas de varias plantas.
La hembra pone de tres a siete huevos en un nido esférico construido de gramíneas. El período de incubación es de 15 a 24 días. Las crías son altriciales y son alimentadas por ambos padres.